# Хамерофф, Стюарт
Стю́арт Ха́мерофф (англ. Stuart Hameroff, родился 16 июля 1947 года в Буффало (англ. Buffalo), штат Нью-Йорк) — анестезиолог, нейробилог, профессор Центра изучения сознания Аризонского университета, г. Тусон (англ. Tucson). Известный исследователь сознания человека, один из основоположников нанобиологии.

## Научная деятельность
Стюарт Хамерофф с 1975 года работает в университете штата Аризона, на протяжении многих лет изучает механизмы функционирования сознания.
Является автором книги «Ultimate Computing: Biomolecular Consciousness and NanoTechnology» (1987 год), в которой обращает внимание на сложную систему нейрокомпьютерных вычислений, происходящих в микротрубочках цитоскелета нейронов головного мозга.
Совместно с Роджером Пенроузом создал в 1994 году «Нейрокомпьютерную Orch OR модель сознания», на основе которой была разработана «Теория квантового нейрокомпьютинга», получившая в научном мире название «Теория Хамероффа-Пенроуза».
В октябре 2016 года Стюарт Хамерофф посетил Москву по приглашению Московского центра исследования сознания.